# Jabal an Nabi Shu'ayb
Jabal an Nabi Shu'ayb é uma montanha do Iémen. Com cerca de 3660 m de altitude máxima, constitui o ponto mais alto do país e de toda a península Arábica.
O nome em língua árabe do cume, جبل النبي شعيب (jabal ān-naby šʿayb),  significa «montanha do profeta Shuayb».
Fica no oeste do país, na província de Sana, a cerca de 20 km a oeste de Sana, capital do país.

## Altitude
O Jabal an Nabi Shu'ayb culmina a cerca de 3660 m de altitude, embora fontes cartográficas recentes indiquem 3666 m. É o ponto mais alto da península Arábica e a terceira montanha mais proeminente do Médio Oriente, incluindo as montanhas da Turquia e Irã. É ainda a 63.ª montanha mais proeminente do mundo.